# Micubiši Ki-83
Micubiši Ki-83 byl japonský dvoumotorový výškový a dálkový stíhací letoun z období druhé světové války, určený k ochraně dálkových bombardérů.

## Vývoj
Vývoj letounu zadalo Japonské císařské armádní letectvo firmě Micubiši v květnu 1943. Konstruktér Tomio Kubo za pohon středoplošníku zvolil dvojici dvouhvězdicových osmnáctiválců s turbokompresory Micubiši Ha-211Ru o výkonu po 1617 kW s čtyřlistými vrtulemi. Hlavňovou výzbroj soustředěnou v přídi tvořily dva pevné kanóny Ho-105 ráže 30 mm a dva Ho-5 ráže 20 mm. V trupu byla malá pumovnice pro dvě pumy po 50 kg.
Nový stroj byl dohotoven v říjnu 1944 a 18. listopadu byl zalétán. Celkem se zkoušely čtyři prototypy, jejichž testy byly často přerušovány spojeneckými nálety na japonské ostrovy.
O letoun Ki-83 projevilo zájem také Japonské císařské námořní letectvo, které požadovalo několik kusů z ověřovací série na vyzkoušení. K sériové výrobě však nakonec nedošlo.
Technická zpravodajská služba amerického letectva zkoušela po válce jeden zachovalý prototyp.

## Specifikace

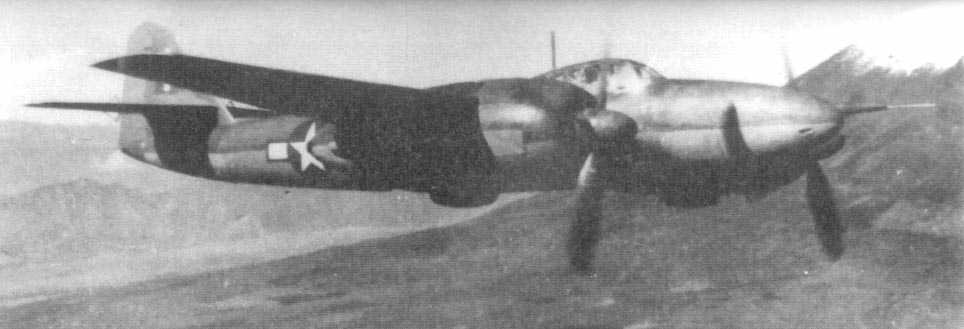
Ki-83, USAAF

Údaje dle

### Technické údaje
- Osádka: 2[2]
- Rozpětí: 15,50 m
- Délka: 12,50 m
- Výška: 4,60 m
- Nosná plocha: 33,52 m²
- Hmotnost prázdného letounu: 5980 kg
- Maximální vzletová hmotnost: 9430 kg
- Pohonná jednotka: 2 × vzduchem chlazený osmnáctiválcový dvouhvězdicový motor Micubiši Ha-211 Ru[2]
- Výkon pohonné jednotky: 2 × 2 200 hp (1 600 kW)[2] (vzletový)

### Výkony
- Maximální rychlost ve výšce 5000 m: 655 km/h
- Maximální rychlost ve výšce 8000 m: 686 km/h
- 'Maximální rychlost ve výšce 9000 m: 705 km/h
- Cestovní rychlost ve výšce 4000 m: 450 km/h
- Výstup na 10 000 m: 10 min
- Dostup: 12 660 m
- Dolet: 3500 km

### Výzbroj
- 2 × automatický kanón Ho-105 ráže 30 mm[2]
- 2 × automatický kanón Ho-5 ráže 20 mm[2]
- 2 × puma o hmotnosti 50 kg[2]